# Oblast Kurgan
Koordinaten: 55° 30′ N, 65° 18′ O
Die Oblast Kurgan (russisch Курганская область/ Kurganskaja oblast) ist eine Oblast in Russland und Teil des Föderationskreises Ural. Sie wurde am 6. Februar 1943 im Rahmen der RSFSR aus Bestandteilen der Oblaste Tscheljabinsk und Omsk gebildet.

## Geographie
Die Oblast liegt im Südwesten des Westsibirischen Tieflands und weist eine in etwa dreieckige Form auf, wobei die Hauptstadt Kurgan in der Mitte liegt. Sie grenzt im Süden an Kasachstan, im Westen an die Oblast Tscheljabinsk, im Norden an die Oblast Swerdlowsk und im Osten an die Oblast Tjumen. Sie erstreckt sich von Norden nach Süden über 290 km und von Westen nach Osten über 430 km. Flache Steppe prägt das Land, das heute landwirtschaftlich genutzt wird, rund ein Fünftel ist bewaldet, und es liegen mehr als 3000 Seen und 400 Flüsse in dem Gebiet. Die größten Flüsse sind Tobol und Isset. Die Oblast Kurgan ist die kleinste im Föderationskreis Ural.

### Natur und Umweltverschmutzung
Die Tierwelt besteht unter anderem aus Elchen, Rehen, Wölfen, Wildschweinen, Füchsen, Dachsen, Hasen, Bisamratten und Eichhörnchen sowie aus Enten, Gänsen, Rebhühnern und Birkhühnern. Insgesamt sind 64 Arten Säuger ansässig, mehr als 250 Vogelarten, 6 Arten Reptilien, 8 Arten Amphibien und 27 Fischarten.
Die Wälder bestehen meist aus Birken, Pappeln, Kiefern, Linden und Tannen.
Einige Teile der Oblast sind wie viele andere Gebiete der ehemaligen Sowjetunion durch Umweltverschmutzung belastet:
- Verschmutzung der Luft in Kurgan und Schadrinsk wegen des hohen Anteils der Industrie.
- Verschmutzung der Flüsse Tetscha, Isset und Miass durch Industrie der Oblaste Swerdlowsk und Tscheljabinsk.
- Tetscha wurde auch mit radioaktiven Abfällen kontaminiert (siehe Kerntechnische Anlage Majak).
- In der Oblast sind etwa 700 Tonnen heute verbotene Pestizide aus den Jahren 1972–1975 gelagert.
- Im Rajon Schtschutschje lagern etwa 5.400 Tonnen Nervenkampfstoffe (Sarin, Soman, VX).

## Klima
Das Klima der Region ist stark kontinental mit kalten Wintern und heißen Sommern. Die durchschnittliche Temperatur im Januar beträgt −18 °C, im Juli +19 °C. Die Niederschlagsmenge pro Jahr beträgt etwa 400 mm, die Vegetationszeit 160 bis 165 Tage.

## Geschichte
Die russische Besiedlung der Region begann im 17. Jahrhundert. Die ersten Siedlungen waren Dalmatowo (1644), Kataisk (1655), Kurgan und Schadrinsk (1662).
Teile der Oblast gehörten in verschiedenen Zeiten zu den Gouvernements Tobolsk (in dem zuletzt die Hauptstadt lag), Perm und Orenburg, zu Zeiten der Sowjetunion zu den Oblasten Ural, Omsk und Tscheljabinsk. Nach dem deutschen Überfall auf die Sowjetunion wurden 1941/42 insgesamt 16 große Betriebe aus dem Westen des Landes in das Gebiet der künftigen Oblast evakuiert.
Am 30. Oktober 1959 erhielt die Oblast Kurgan den Leninorden.

## Bevölkerung
Bei den letzten Volkszählungen in den Jahren 2002 und 2010 gab es eine Bevölkerungszahl von 1.019.532 respektive 910.807. Somit sank die Einwohnerzahl in diesen acht Jahren um 108.725 (−10,66 %). In Städten wohnten 2010 548.820 Menschen. Dies entspricht 60,26 % der Bevölkerung (in Russland 73 %). Bis zum 1. Januar 2014 sank die Einwohnerschaft weiter auf 877.362. Die Verteilung der verschiedenen Volksgruppen sah folgendermaßen aus:
| Nationalität    | VZ 1989   | Prozent | VZ 2002   | Prozent | VZ 2010 | Prozent |
| --------------- | --------- | ------- | --------- | ------- | ------- | ------- |
| Russen          | 1.008.375 | 91,37   | 932.613   | 91,47   | 823.722 | 90,44   |
| Tataren         | 22.567    | 2,04    | 20.899    | 2,05    | 17.017  | 1,87    |
| Baschkiren      | 17.548    | 1,59    | 15.343    | 1,50    | 12.257  | 1,35    |
| Kasachen        | 15.817    | 1,43    | 14.804    | 1,45    | 11.939  | 1,31    |
| Ukrainer        | 14.041    | 1,27    | 11.243    | 1,10    | 7.080   | 0,78    |
| Weißrussen      | 5.550     | 0,50    | 4.175     | 0,41    | 2.502   | 0,27    |
| Aserbaidschaner | 861       | 0,08    | 1.723     | 0,17    | 1.781   | 0,20    |
| Armenier        | 739       | 0,07    | 2.109     | 0,21    | 1.750   | 0,19    |
| Deutsche        | 2.558     | 0,23    | 2.706     | 0,27    | 1.740   | 0,19    |
| Udmurten        | 2.939     | 0,27    | 2.291     | 0,22    | 1.579   | 0,17    |
| Einwohner       | 1.103.665 | 100,00  | 1.019.532 | 100,00  | 910.807 | 100,00  |

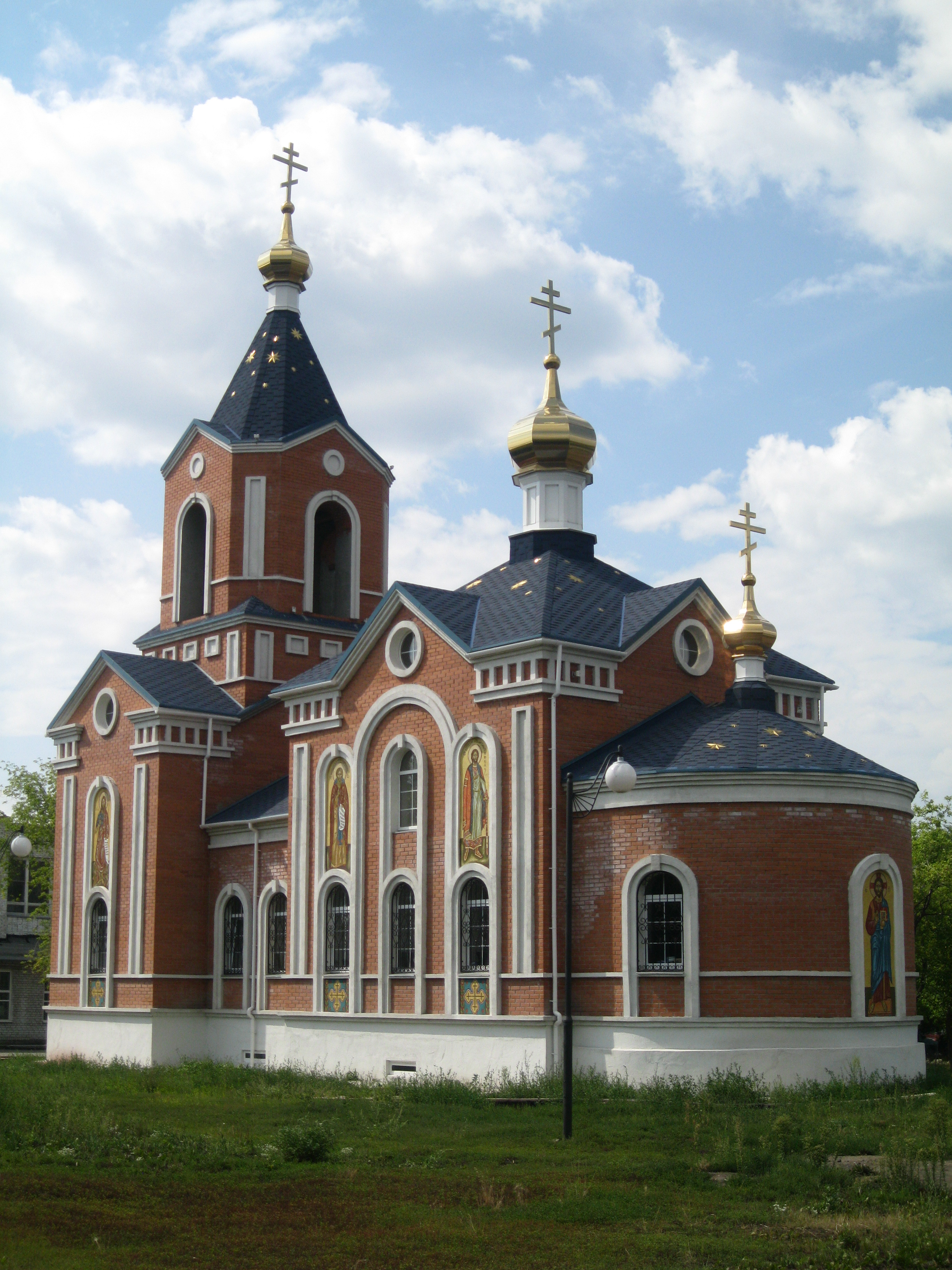
Eine Russisch-Orthodoxe Kirche in Kurgan

Anmerkung: die Anteile beziehen sich auf Gesamtzahl der Einwohner. Also mitsamt dem Personenkreis, der keine Angaben zu seiner ethnischen Zugehörigkeit gemacht hat (2002 391 resp. 2010 20.017 Personen)
Die Bevölkerung des Gebiets besteht zu über 90 % aus Russen. Die Tataren, Baschkiren, Kasachen, Ukrainer und Weißrussen waren am Ende der Sowjetzeit bedeutende ethnische Minderheiten in der Oblast Kurgan. Ihre Zahlen sinken allerdings stark. Aus dem Transkaukasus und Zentralasien sind dagegen seit dem Ende der Sowjetunion Tausende Menschen zugewandert.

## Politik
Die Legislative ist die Duma der Oblast mit 34 Deputierten. Sie wird alle vier Jahre gewählt. Die Exekutive ist die Verwaltung der Oblast. Der Gouverneur der Oblast ist der Leiter der Verwaltung, er wird auch alle vier Jahre gewählt. Seit Februar 2014 bekleidet Alexei Kokorin interimsweise dieses Amt.
Die Duma setzt sich derzeit wie folgt zusammen (letztmals gewählt am 14. März 2010):
- Einiges Russland – 22 Abgeordnete
- Kommunistische Partei der Russischen Föderation – 5 Abgeordnete
- Gerechtes Russland – 5 Abgeordnete
- Liberal-Demokratische Partei Russlands – 2 Abgeordnete

## Verwaltungsgliederung und Städte
Die Oblast Kurgan gliedert sich in 24 Rajons und zwei Stadtkreise, gebildet vom Verwaltungszentrum Kurgan und der einzigen weiteren größeren Stadt Schadrinsk. Insgesamt gibt es in der Oblast neun Städte und sechs Siedlungen städtischen Typs.
| Stadt*/Städt. Siedlung | Russisch             | Rajon/Stadtkreis        | Einwohner (14. Oktober 2010) | Einwohner (1. Januar 2012) | Wappen | Lage                 |
| ---------------------- | -------------------- | ----------------------- | ---------------------------- | -------------------------- | ------ | -------------------- |
| Dalmatowo*             | г. Далматово         | Dalmatowski             | 13.911                       | 13.817                     |        | 56° 16′ N, 62° 55′ O |
| Jurgamysch             | пгт. Юргамыш         | Jurgamyschski           | 7.616                        | 7.610                      |        | 55° 23′ N, 64° 28′ O |
| Kargapolje             | пгт. Каргаполье      | Kargapolski             | 8.433                        | 8.260                      |        | 55° 57′ N, 64° 26′ O |
| Kataisk*               | г. Катайск           | Kataiski                | 14.003                       | 13.603                     |        | 56° 18′ N, 62° 34′ O |
| Krasny Oktjabr         | пгт. Красный Октябрь | Kargapolski             | 4.234                        | 4.270                      |        | 55° 39′ N, 64° 48′ O |
| Kurgan*                | г. Курган            | Kurgan (Stadtkreis)     | 333.606                      | 327.898                    |        | 55° 27′ N, 65° 20′ O |
| Kurtamysch*            | г. Куртамыш          | Kurtamyschski           | 17.099                       | 17.112                     |        | 54° 54′ N, 64° 26′ O |
| Lebjaschje             | пгт. Лебяжье         | Lebjaschjewski          | 6.452                        | 6.383                      |        | 55° 16′ N, 66° 30′ O |
| Makuschino*            | г. Макушино          | Makuschinski            | 8.338                        | 8.229                      |        | 55° 12′ N, 67° 15′ O |
| Mischkino              | пгт. Мишкино         | Mischkinski             | 8.034                        | 7.949                      |        | 55° 20′ N, 63° 55′ O |
| Petuchowo*             | г. Петухово          | Petuchowski             | 11.292                       | 11.124                     |        | 55° 4′ N, 67° 53′ O  |
| Schadrinsk*            | г. Шадринск          | Schadrinsk (Stadtkreis) | 77.756                       | 77.034                     |        | 56° 5′ N, 63° 38′ O  |
| Schtschutschje*        | г. Щучье             | Schtschutschanski       | 10.973                       | 10.793                     |        | 55° 13′ N, 62° 45′ O |
| Schumicha*             | г. Шумиха            | Schumichinski           | 17.819                       | 17.678                     |        | 55° 14′ N, 63° 17′ O |
| Wargaschi              | пгт. Варгаши         | Wargaschinski           | 9.254                        | 9.297                      |        | 55° 22′ N, 65° 49′ O |

## Wirtschaft und Infrastruktur
Die Transsibirische Eisenbahn verbindet die Oblast mit wirtschaftlichen Zentren der europäischen und asiatischen Teile Russlands, allerdings ist die Oblast Kurgan durch die Unabhängigkeit Kasachstans in eine Randlage geraten. Die bedeutendsten Wirtschaftszweige sind Maschinenbau (landwirtschaftliche, Straßenbau-, Chemieindustriemaschinen), Nahrungsmittelverarbeitung und Landwirtschaft. Pipelines durchqueren das Gebiet, das im Gegensatz zu umliegenden Regionen keine großen Erdölvorkommen besitzt.

### Bodenschätze
In der Oblast finden sich relativ große Vorkommen von Baumaterialien wie Sand, Lehm und Mineralfarben, stellenweise Gips und Torf. Im Süden der Oblast kommt Eisenerz vor.

## Persönlichkeiten
- Alexander Adrianow (1854–1920), Gelehrter
- Juri Balaschow (* 1949), Weltklassespieler im Schach
- Leonid Chabarow (* 1947), Oberst
- Filipp Golikow (1900–1980), Marschall der Sowjetunion
- Evgenia Grekova (* 1974), Opern- und Konzertsängerin
- Gawriil Ilisarow (1921–1992), Mediziner
- Wsewolod Iwanow (1895–1963), Schriftsteller, begann in Kurgan zu wirken
- Weniamin Jakowlew (1932–2018), Jurist und Politiker
- Fedot Jelissejew (1915–2004), Offizier, Held der Sowjetunion
- Leonid Krassin (1870–1926), Revolutionär
- Dmitri Loskow (* 1974), Fußballprofi
- Terenti Malzew (1895–1994), Agrarwissenschaftler
- Alexander Ogarkow (* 1987), Biathlet
- Leonid Polowinkin (1894–1949), Komponist
- Wiktor Potanin (* 1937), Schriftsteller
- Michail Rjumin (1913–1954), stellvertretender Minister für Staatssicherheit
- Jana Romanowa (* 1983), Biathletin
- Sergei Rubljowski (* 1974), Weltklassespieler im Schach
- Jewgenija Sedowa (* 1986), Biathletin
- Dmitri Sokolow (1924–2009), Biathlet, Tontaubenschütze und Schießtrainer
- Jelena Temnikowa (* 1985), Sängerin der Girlband Serebro
- Alla Waschenina (* 1983), Gewichtheberin
- Jakow Witebski (1919–1992), Gastroenterologe